# Sumika Sumire
Sumika Sumire (スミカスミレ?) è un manga scritto e illustrato da Mitsuba Takanashi. La pubblicazione è iniziata il 28 agosto 2013 e si è conclusa nel marzo 2018 sulle pagine del periodico Cocohana di Shūeisha che ha poi iniziato a raccogliere la storia in tankōbon.  La storia è stata trasposta anche in una serie televisiva in otto episodi trasmessa da TV Asahi nel 2016, che tuttavia presenta un finale diverso dall'opera originale, in quanto quest'ultima era ancora in corso durante la trasmissione della serie.

## Trama
Sumika Kisaragi è una donna di sessant'anni che nella vita si è sempre dedicata ad aiutare e supportare la propria famiglia, sacrificando la scuola e la sua giovinezza dedicandosi prima nell'attività di floricoltori e poi nelle lunghe degenze della nonna e dei genitori a causa della malattia, arrivando ormai quasi anziana senza aver vissuto la spensieratezza dell'adolescenza, l'amicizia dei coetanei e l'amore.
Quando la madre muore, riordinando la casa, Sumika si imbatte in un paravento dipinto raffigurante un gatto nero e si ferisce spostandolo, macchiandolo con il proprio sangue. Apparentemente la cosa non ha alcuna conseguenza, ma quella notte la donna sogna che il gatto nero si trasfiguri in un ragazzo che può garantirle un desiderio. Spinta dai recenti lutti e dalla nostalgia di quello che si è persa, Sumika chiede di poter tornare ragazza e di frequentare il liceo come non ha potuto da giovane e Rei, il misterioso gatto, la esaudisce ringiovanendola, dandole quindi l'opportunità di vivere nuovamente l'adolescenza. Il risveglio è traumatico: non si è trattato di un sogno, Sumika è davvero ringiovanita e Rei esiste davvero, si tratta di un essere soprannaturale imprigionato nel paravento e solo il sangue puro di una vergine poteva liberarlo.
Con il nuovo nome di Sumire la protagonista cerca di riconquistarsi le esperienze che non ha potuto fare da ragazza, andando a scuola e facendosi degli amici, ma si scontra quasi subito con una realtà molto diversa da quella della sua adolescenza: Sumire non ha familiarità con la tecnologia di oggi (karaoke, cellulari, email), a dispetto di lei i ragazzi sono maleducati e disinteressati allo studio, scomposti e arroganti e piuttosto cattivi nei suoi confronti trovandola antiquata e fuori moda, disprezzando le cose che lei reputa care. Con l'aiuto di Rei e la conoscenza della bella Chiaki e di un affascinante compagno di classe molto popolare, Sumire di lancerà nell'avventura, cercando di vivere appieno questa possibilità.

## Personaggi

### Sumika / Sumire Kisaragi
All'inizio della storia è una signora di sessant'anni che ha appena perso la madre, l'ultimo dei suoi parenti. Per sbadataggine si ferisce con un paravento dipinto, liberando involontariamente l'essere soprannaturale Rei che lì vi era imprigionato e che le concede un desiderio. Sumika chiede di poter tornare giovane e di poter essere l'adolescente e alunna spensierata che non ha potuto essere da ragazza e Rei l'accontenta facendola diventare Sumire. Sempre con il suo aiuto, inizia a frequentare il liceo, trovando gli altri ragazzi molto diversi da come ricordava essere gli adolescenti e faticando ad integrarsi a causa del gap generazionale che il cambio d'aspetto non è riuscito a colmare. Grazie alla saggezza di una vita vissuta, alla dedizione per gli altri e alla sua gentilezza d'animo, Sumire si cimenterà in varie "prove" di vita che tanti ragazzi affrontano come il bullismo, le difficoltà nello studio e la sincerità dei rapporti d'amicizia.
Rispetto alle compagne Sumire è molto timida e gentile, usa sempre un linguaggio formale e cerimonioso suscitando un certo sconcerto.

### Rei
È un essere soprannaturale imprigionato nel paravento della madre di Sumika. Ferendosi e rovesciando il suo sangue sull'oggetto, la donna libera il suo spirito, serviva infatti il sangue di una vergine per sciogliere il sigillo. Accontenta il suo desiderio di tornare ragazza e si adopera per aiutarla nell'impresa di essere un'adolescente qualsiasi documentandosi e facendole coraggio quando le situazioni la turbano. Il suo obiettivo è fare sì che Sumire sia felice e si innamori in modo da sciogliere il resto dell'incantesimo e liberarsi del tutto e, con sé, anche la compagna a sua volta imprigionata. Può assumere varie sembianze, di solito diventa un gatto nero e segue la protagonista nei suoi spostamenti.

### Yusei Mashiro
È un compagno di classe di Sumire, nella sua prima apparizione la aiuta quando è ancora una signora sessantenne sulla metro, poi la reincontra a scuola e durante una visita a casa sua le fa capire che è interessato a lei. Viene detto dalle compagne che la sua famiglia è ricca, ma lui nega questa informazione.

### Chiaki Yoshinogo
È la prima amicizia che Sumire stringe a scuola. All'inizio delle vicende Chiaki non frequenta le lezioni, Sumire la va a trovare a casa e qui capisce che Yoshinogo è stata emarginata dalle compagne invidiose che hanno messo in giro cattiverie su di lei em facendo ricorso alla sua esperienza, riesce a convincerla a tornare. Chiaki è una ragazza tranquilla e intuisce l'interesse di Sumire per Mashiro cercando di intercedere per lei.

### Arisa Kozaka
È una compagna di classe di Sumire, tra le due i rapporti sono difficili perché Arisa è innamorata di Mashiro e trova fastidioso che lui sia invece attratto da Sumire. Arisa è una ragazza dall'aspetto gentile e i modi carini, ma non esita a mettere in giro cattiverie per raggiungere i propri scopi rendendosi insospettabile con i propri atteggiamenti.